# Pahokee
Pahokee és una població dels Estats Units a l'estat de Florida. Segons el cens del 2007 tenia 6.617 habitants.

## Demografia
Segons el cens del 2000, Pahokee tenia 5.985 habitants, 1.710 habitatges, i 1.328 famílies. La densitat de població era de 428,7 habitants/km².
Dels 1.710 habitatges en un 44% hi vivien nens de menys de 18 anys, en un 46,3% hi vivien parelles casades, en un 22,8% dones solteres, i en un 22,3% no eren unitats familiars. En el 18,8% dels habitatges hi vivien persones soles el 6,4% de les quals corresponia a persones de 65 anys o més que vivien soles. El nombre mitjà de persones vivint en cada habitatge era de 3,35 i el nombre mitjà de persones que vivien en cada família era de 3,79.
Per edats la població es repartia de la següent manera: un 38,4% tenia menys de 18 anys, un 10,3% entre 18 i 24, un 25% entre 25 i 44, un 18,1% de 45 a 60 i un 8,2% 65 anys o més.
L'edat mitjana era de 26 anys. Per cada 100 dones de 18 o més anys hi havia 100,2 homes.
La renda mitjana per habitatge era de 26.731 $ i la renda mitjana per família de 26.265 $. Els homes tenien una renda mitjana de 28.859 $ mentre que les dones 20.066 $. La renda per capita de la població era de 10.346 $. Entorn del 29,4% de les famílies i el 32% de la població estaven per davall del llindar de pobresa.

## Poblacions més properes
El següent diagrama mostra les poblacions més properes.